# クラウンポイント (インディアナ州)
クラウンポイント（Crown Point）は、アメリカ合衆国インディアナ州の都市。レイク郡の郡庁所在地である。人口は3万3899人（2020年）。シカゴ都市圏に含まれる。

## 歴史
1840年、発足したばかりのレイク郡の郡庁所在地に選ばれたことでクラウンポイントの発展の基礎が確立した。しかし、この時点では小さな集落に過ぎなかった。1868年に法人化し「クラウンポイント市」が誕生した。1878年に完成した郡裁判所はロマネスク様式の華麗な建築物で、アメリカ合衆国国家歴史登録財に登録されている。

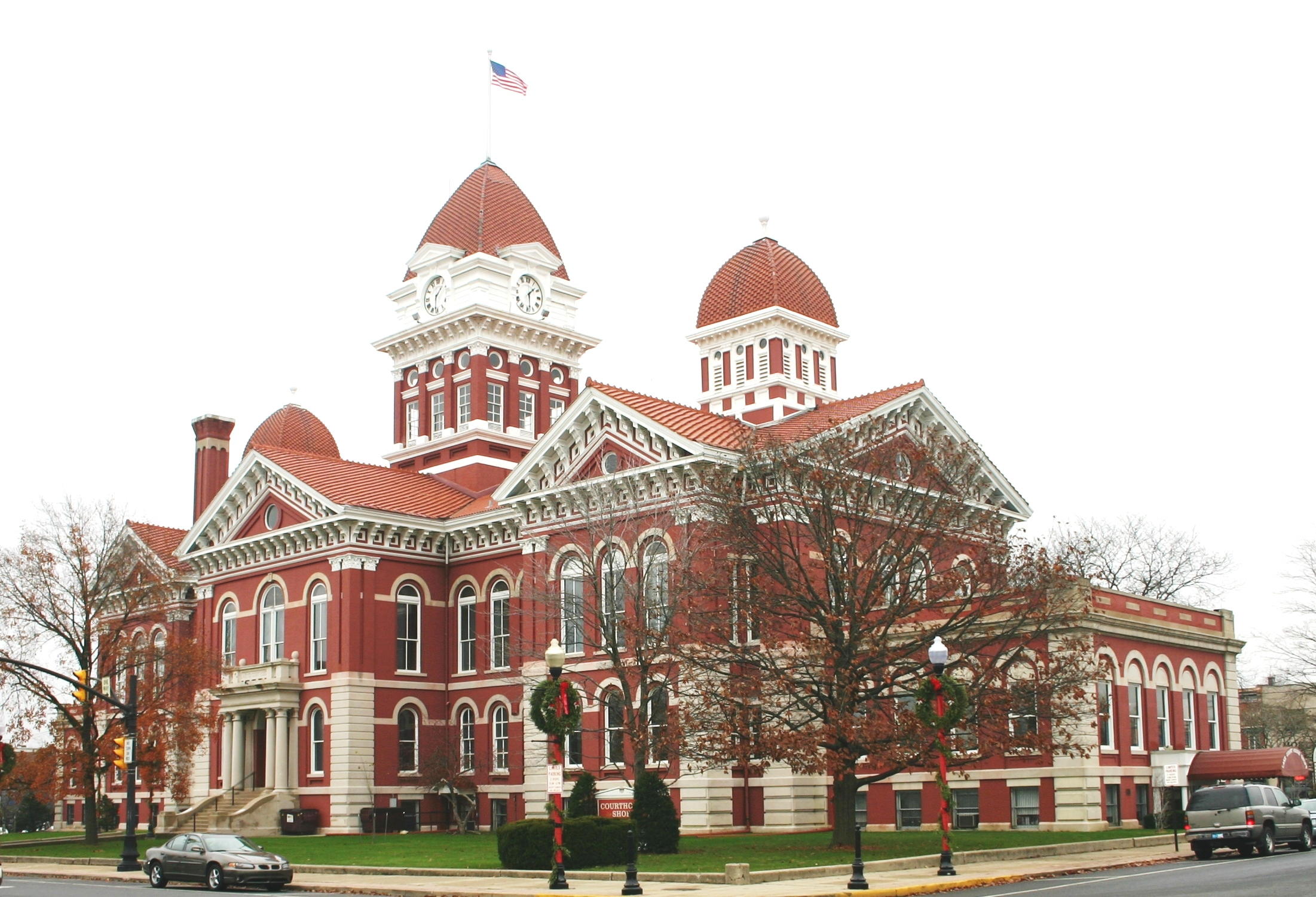
郡裁判所

## 治安
民間調査会社「ニッチ」の2024年の評価はB+で、治安は比較的良かった。ちなみに郡内の湾岸地域にある自治体では、ハモンドC-、ゲーリーD、イーストシカゴD+だった。